# Polythore picta
Polythore picta là loài chuồn chuồn trong họ Polythoridae. Loài này được Rambur mô tả khoa học đầu tiên năm 1842.